# Tomari-temető
A Tomari-temető az okinavai Naha sírkertje, amelyben a szigeten elhunyt külföldieket, elsősorban amerikaiakat helyezték végső nyugalomra. A helyiek urandának, vagyis külföldi-temetőnek nevezték.

## Története
A temető a Tomari kikötő közelében fekszik, három oldalról lakóépületekkel körbevéve. Több mint háromszázan nyugszanak benne. Az eredeti temetőben mindössze 22 sír voltː hat kínai, két angol, tíz amerikai, valamint egy svéd és egy francia, két nyughelyet pedig nem lehetett azonosítani. A legrégibb sírkő 1718-as. Az amerikai halottak között van több tengerész, aki Matthew C. Perry hajóján érkezett Okinavára. 1853. június 16-án az amerikai tengernagy közel ehhez a helyhez ért partot első útján, majd még négy alkalommal kötött ki 1853-1854-ben. A második világháború során a temető megsemmisült, de 1955-ben megkezdték a felújítását. A következő években az Okinaván állomásozó amerikai csapatok használták a sírkertet. A temető 1987. augusztus 10. óta Naha város kulturális emlékei közé tartozik.
A temetőben több emlékmű található, az egyik Matthew C. Perry első partra lépésének állít emléket, egy másik pedig a Rjúkjú-szigeteki amerikai polgári igazgatásnak a sírkert helyreállításában vállalt szerepét méltatja.